# Keula Semedo
Keula Nidreia Pereira Semedo. cidade da Praia), é uma atleta paraolímpica de Cabo Verde.Filha de Joao Mendes Semedo e de Maria Helena Monteiro Pereira.
nasceu em 25/07/1989.

## Medalhas
- Duas Medalhas de bronze nos Jogos Paraolímpicos da CPLP (Angola) em 2005.[1]
- Medalha de prata nos Jogos Paraolímpicos da CPLP (Angola) em 2005.[1]
- Medalha de bronze nos Jogos Paraolímpicos da CPLP (Brasil) em 2008.[1]
- Medalha de Bronze nos 100m no 6th Meeting de Tunis em 2012.[1]

meeting de paris em 2012.